# Цепь Паппа Александрийского
Цепь Паппа Александри́йского — кольцо внутри двух касающихся кругов, заполненных попарно касающимися кругами меньших диаметров. Исследована Паппом Александрийским в III веке н. э.

## Построение
Возьмём точки {\displaystyle A,B,C} в таком порядке на одной прямой и построим окружности {\displaystyle C_{U}} и {\displaystyle C_{V}} с диаметрами {\displaystyle AB} и {\displaystyle AC} соответственно, центры которых обозначим {\displaystyle U} и {\displaystyle V}. Фигура, ограниченная окружностями, схожа с арбелосом (но её граница состоит из двух окружностей вместо трёх дуг) и допускает цепь окружностей, так же как и в теореме Паппа Александрийского. При этом каждый круг из цепи касается окружности {\displaystyle C_{U}} снаружи, окружности {\displaystyle C_{V}} изнутри и двух соседних окружностей цепи.

## Свойства
- Центры {\displaystyle P_{n}} кругов цепи расположены на общем эллипсе, фокусами которого являются центры {\displaystyle U} и {\displaystyle V} окружностей объемлющей фигуры, поскольку сумма расстояний от центра n-го до точек {\displaystyle U} и {\displaystyle V} не зависит от n:

{\displaystyle {\overline {\mathbf {P} _{n}\mathbf {U} }}+{\overline {\mathbf {P} _{n}\mathbf {V} }}=\left(r_{U}+r_{n}\right)+\left(r_{V}-r_{n}\right)=r_{U}+r_{V}}
- Если {\displaystyle r=AC/AB}, то центр {\displaystyle P_{n}} и радиус {\displaystyle r_{n}} n-го круга цепи задаются формулами

{\displaystyle \left(x_{n},y_{n}\right)=\left({\frac {r(1+r)}{2[n^{2}(1-r)^{2}+r]}}~,~{\frac {nr(1-r)}{n^{2}(1-r)^{2}+r}}\right),}
{\displaystyle r_{n}={\frac {(1-r)r}{2[n^{2}(1-r)^{2}+r]}}}